# Cas Marey
El cas Marey és un procediment judicial dut a terme a conseqüència del segrest de Segundo Marey el 4 de desembre de 1983, una de les primeres accions de la guerra bruta del govern d'Espanya contra ETA mitjançant els Grups Antiterroristes d'Alliberament (GAL). El segrest fou organitzat pel governador civil de Biscaia Julián Sancristóbal, el cap de la Policía de Bilbao, Francisco Álvarez, el cap de la brigada d'informació de la policia a Bilbao Miguel Planchuelo i el policia José Amedo, amb autorització del ministre de l'interior espanyol José Barrionuevo.

## El segrest i tortura
El 4 de desembre de 1983, els mercenaris Mohand Talbi, Jean Pierre Echalier i Pedro Sánchez, que havien estat contractats amb fons reservats del Ministeri de l'Interior d'Espanya, van segrestar Segundo Marey al seu domicili d'Hendaia, tot confonent-lo amb el suposat dirigent d'ETA Mikel Lujua. Segundo Marey, nascut el 1932 i mort el 2001, no tenia relació amb ETA, era un venedor de mobiliari d'oficines de 51 anys, fill d'un socialista exiliat a França el 1936.

En el moment del segrest, tant Marey com la seva dona van ser ruixats amb gasos lacrimògens i colpejats. Marey va ser traslladat en un automòbil fins a la localitat navarresa de Dancharinea, on esperava un grup de policies. a les ordres de José Amedo que el van portar fins a una cabana de Colindres (Cantàbria). Els policies que participaren en el segrest foren Francisco Saiz Oceja, Julio Hierro, Luis Hens i Juan Ramón Corujo, segons establí la sentència del cas. Allà hi va romandre tancat deu dies, amb el cap tapat amb una caputxa, fins que va ser alliberat en territori francès, a tres quilòmetres del pas fronterer de Dancharinea. Com va declarar Marey, durant la seva estada a mans dels segrestadors, fou repetidament torturat:
"Va ser una tortura sistemàtica. Eren professionals (...) Es reien de la meva postura, del meu dolor. Tenia al·lucinacions, malsons esgarrifosos que s'han repetit des d'aleshores."
Un cop sotmès a les tortures i interrogatoris, els seus captors es van convèncer que Marey no tenia cap relació amb ETA, però els seus superiors decidiren mantenir el segrest del ciutadà francès amb autorització del mateix ministre de l'Interior espanyol José Barrionuevo, tal com establí la sentència del Tribunal. L'objectiu d'aquest segrest era pressionar les autoritats franceses perquè alliberessin l'inspector de policia Jesús Alfredo Gutiérrez Argüelles i tres policies del Grup Especial d'Operacions, que havien estat detinguts a Pau (França) el 18 d'octubre de 1983 quan intentaven segrestar al suposat membre d'ETA José María Larretxea per intentar obtenir dades sobre el parador del capità de l'exèrcit Alberto Martín Barrios, segrestat al seu torn per ETA i més tard assassinat. Finalment, el llavors inspector de policia de Bilbao Francisco Álvarez Sánchez va aconseguir l'alliberament dels quatre detinguts amb el compromís que aquests acudirien davant la justícia francesa quan fossin reclamats; cosa que no va passar, pel que van ser condemnats en rebel·lia.
El segrest de Segundo Marey va ser reivindicat pels anomenats Grups Antiterroristes d'Alliberament (GAL), organització fins llavors desconeguda, en un comunicat redactat en francès que li va ser trobat en una butxaca. Els GAL acusaven el govern de França de permetre l'estada de membres d'ETA al País Basc del Nord i amenaçaven de respondre a cada assassinat dels activistes bascos.
Julián Sancristóbal i el dirigent del PSOE Ricardo García Damborenea, amb coneixement i autorització del ministre de l'Interior Barrionuevo, redactaren els comunicats de reivindicació de l'acció. També van aprovar una altra declaració amb l'ultimàtum a les autoritats franceses que, si la policia espanyola no era posada en llibertat en 48 hores, Marey seria executat.

## Detenció dels mercenaris
Tot just una hora després del segrest de Segundo Marey va ser detingut com a sospitós Pedro Sánchez, antic cap de la Legió Estrangera Francesa. A l'octubre de 1984 va ser detingut i empresonat Mohand Talbi, acusat com Sánchez del segrest. Talbi va ser jutjat amb Jean Pierre Echalier al desembre de 1987 i tots dos van ser condemnats a tretze anys de presó. Sánchez no va ser jutjat a l'haver mort a la presó de Bordeus en 1986, enverinat segons Talbi.

## Sentència contra Amedo i investigació del cas Marey
L'abril del 1987 els mercenaris José Paulo Figueiredo Fontes, Rogerio Carvalho da Silva, Marlo Correla da Cunha i Antonio Jorge Ferreira Cisneros, que estaven sent jutjats a Lisboa, van assegurar haver estat contractats pel subcomissari espanyol José Amedo per atemptar contra membres d'ETA al sud de França. El gener de 1988 la Sala Penal de l'Audiència Nacional d'Espanya va trobar indicis delictius en l'actuació de Amedo; els viatges a Portugal en 1986, en els que va contractar a aquests mercenaris, van tenir caràcter oficial i van ser pagats amb fons reservats del Ministeri d'Interior, segons van revelar les investigacions realitzades pel jutge Baltasar Garzón. El 20 de setembre de 1991 els policies José Amedo i Michel Domínguez van ser condemnats a 108 anys de presó per sis assassinats frustrats en què van participar com a autors per inducció. A l'octubre de 1994 Garzón va reobrir la investigació del segrest de Segundo Marey després que Amedo i Domínguez impliquessin a diversos comandaments policials i alts càrrecs del Ministeri de l'Interior en les activitats dels GAL per les quals havien estat condemnats.

## Sentència contra alts càrrecs del Ministeri d'Interior
El Tribunal Suprem d'Espanya, en sentència de 29 de juliol de 1998, va condemnar pel segrest de Segundo Marey (defensat per Olga Tubau) a l'exministre d'Interior José Barrionuevo, a l'exdirector general de la Seguretat de l'Estat Rafael Vera i a l'exgovernador civil de Biscaia Julián Sancristóbal a deu anys de presó; als ex comissaris de policia Francisco Alvarez, Miguel Planchuelo i José Amedo, a nou anys i sis mesos; a l'exsecretari general del PSOE de Biscaia Ricardo García Damborenea, a set anys; als ex policies Julio Hierro i Francisco Saiz Ojeda, a cinc anys i sis mesos; als ex agents José Ramón Corujo i Luis Hens, a cinc anys; i a l'expolicia Michel Domínguez, a dos anys i quatre mesos. Igualment van ser condemnats al pagament d'una indemnització de 30 milions de pessetes.
Van ser sentenciats per l'organització i finançament del segrest d'un ciutadà, amb l'agreujant que, quan van saber que no era un membre d'ETA, van perllongar el seu tancament i, amb això, el seu sofriment per utilitzar-ho com un instrument més per a les seves il·lícites finalitats. Tot i que la sentència també confirmava que tant Barrionuevo com Vera van impulsar i finançar les accions dels GAL, sent els seus responsables de més alt nivell, el seu ingrés a la presó no es va produir fins al setembre i només tres mesos després van ser excarcerats gràcies a un indult parcial del Govern.
La resolució del Tribunal Constitucional d'Espanya en 2001 sobre el cas Marey confirmava la sentència del Tribunal Suprem. El Tribunal de Drets Humans d'Estrasburg va dictaminar en 2010 que la condemna va ser justa. No obstant això, la sentència admet que la instrucció del cas per part del jutge Baltasar Garzón no es va realitzar de forma imparcial, però aquest problema va ser corregit posteriorment pel Tribunal Suprem perquè va realitzar una nova instrucció del sumari, a càrrec del jutge Eduardo Móner.

## La falta d'imparcialitat de Garzón
Segons la sentència del Tribunal d'Estrasburg, en reprendre Baltasar Garzón la instrucció poc després de dimitir com a secretari d'Estat pel Pla Nacional sobre Drogues «no responia a l'exigència d'imparcialitat». El dictamen assenyalava que «no pot excloure que el jutge tingués contactes amb membres de certes forces de seguretat de l'Estat i que hagi tingut coneixement de la gestió dels fons reservats afectats al ministeri en qüestió». La sentència va ser adoptada per quatre vots a favor i tres en contra. Els magistrats discrepants van presentar vots particulars en els quals asseguren que «la falta d'imparcialitat» de Garzón «va contaminar tota la instrucció sense possibilitat de reparació» i van reclamar que es condemnés a Espanya per no garantir a Vera el dret a un procés equitatiu. L'expresident de la Junta d'Extremadura Juan Carlos Rodríguez Ibarra -del PSOE, igual que els alts càrrecs condemnats- va considerar que el jutge Baltasar Garzón havia comès prevaricació en el procediment contra Rafael Vera.

## Mort de Segundo Marey
Segundo Marey quedà afectat de per vida de les conseqüències del segrest i tortures patides. Va morir l'agost de 2001 a l'edat de 69 anys.